# Црлєник
Црлєник (хорв. Crljenik) — населений пункт у Хорватії, в Задарській жупанії у складі громади Станковці.

## Населення
Населення за даними перепису 2011 року становило 130 осіб.
Динаміка чисельності населення поселення:

## Клімат
Середня річна температура становить 14,15 °C, середня максимальна – 28,72 °C, а середня мінімальна – 0,37 °C. Середня річна кількість опадів – 800 мм.
| Клімат поселення                              | Клімат поселення | Клімат поселення | Клімат поселення | Клімат поселення | Клімат поселення | Клімат поселення | Клімат поселення | Клімат поселення | Клімат поселення | Клімат поселення | Клімат поселення | Клімат поселення | Клімат поселення |
| Показник                                      | Січ.             | Лют.             | Бер.             | Квіт.            | Трав.            | Черв.            | Лип.             | Серп.            | Вер.             | Жовт.            | Лист.            | Груд.            |                  |
| Середній максимум, °C                         | 10,25            | 11,16            | 13,89            | 17,15            | 22,09            | 25,91            | 28,72            | 28,27            | 24,06            | 19,87            | 14,09            | 11,09            |                  |
| Середня температура, °C                       | 5,30             | 6,23             | 8,93             | 12,21            | 17,15            | 20,97            | 24,20            | 23,76            | 19,55            | 15,36            | 9,57             | 6,59             |                  |
| Середній мінімум, °C                          | 0,37             | 1,28             | 3,98             | 7,26             | 12,20            | 16,02            | 19,68            | 19,24            | 15,03            | 10,84            | 5,04             | 2,06             |                  |
| Норма опадів, мм                              | 70               | 61               | 67               | 70               | 56               | 54               | 30               | 46               | 81               | 87               | 96               | 82               |                  |
| Середньомісячна швидкість вітру, м/с          | 2.57             | 2.72             | 2.90             | 2.79             | 2.44             | 2.24             | 2.25             | 2.12             | 2.30             | 2.39             | 2.88             | 2.81             |                  |
| Середньомісячна сонячна радіація, кДж/м²·день | 5194             | 7973             | 11626            | 16427            | 20563            | 22963            | 24520            | 21467            | 15935            | 10204            | 5688             | 4437             |                  |
| --------------------------------------------- | ---------------- | ---------------- | ---------------- | ---------------- | ---------------- | ---------------- | ---------------- | ---------------- | ---------------- | ---------------- | ---------------- | ---------------- | ---------------- |
| Джерело:                                      |                  |                  |                  |                  |                  |                  |                  |                  |                  |                  |                  |                  |                  |